# Der Hornochse und sein Zugpferd
Der Hornochse und sein Zugpferd (auch: Ein Tollpatsch kommt selten allein und Der Pechvogel) ist eine französische Filmkomödie aus dem Jahr 1981 von Francis Veber, der auch das Drehbuch schrieb.

## Handlung
Bei einem Urlaub in Mexiko verschwindet die tollpatschige Tochter des französischen Konzernchefs Bens spurlos. Zunächst schickt er den beinharten Privatdetektiv Campana nach Mexiko, der aber mit seiner Suche scheitert. Er vermutet, dass Gangster die Tochter entführt und an ein Bordell verkauft haben könnten. In seiner Verzweiflung entschließt sich der Vater des Mädchens auf Anraten seines Mitarbeiters Meyer dazu, seinen Untergebenen François Perrin, der ein ebenso großer Pechvogel wie seine Tochter ist, zusammen mit Campana auf die Suche zu schicken. Campana hält die Idee, Perrin könnte auf „denselben Bananenschalen“ wie die Tochter ausrutschen und so ihre Spur finden, zwar für Schwachsinn, entschließt sich jedoch aus Mitleid mit dem verzweifelten Vater dazu, die Reise anzutreten.
Dank Perrins „Hilfe“ wird nach etlichen Zufällen, Unfällen und Katastrophen das Mädchen gefunden, da es in einem Urwaldkrankenhaus im Nachbarbett von Perrin liegt.

## Hintergrund
- Der Film kam am 9. Dezember 1981 in die französischen und am 19. März 1982 in die bundesdeutschen Kinos.[1] Die neusynchronisierte Fassung lief am 12. Januar 1985 zum ersten Mal in der ARD und im selben Jahr auch im DFF der DDR. Die Neusynchronisation orientiert sich mehr am Original und verzichtet auf Schnodderdeutsch.

- Der Film wurde an verschiedenen Orten in Mexiko und in Paris gedreht.[2]

- Unter dem Titel Reine Glückssache erschien 1991 ein Remake mit Danny Glover und Martin Short in den Hauptrollen.[3]

## Veröffentlichungen
Der Film wurde in Deutschland zunächst auf VHS unter dem Titel Der Pechvogel von Atlas Video veröffentlicht. Eine Veröffentlichung auf DVD unter dem Titel Der Hornochse und sein Zugpferd fand im August 2005 durch Concorde Video statt. Die DVD-Fassung enthielt sowohl die Kino- als auch die TV-Synchronisation. Im März 2016 wurde der Film erneut von EuroVideo auf DVD sowie als hochauflösende Fassung auf Blu-ray Disc in den Handel gebracht. Die Blu-ray-Fassung wird zusammen mit den Filmen Die Flüchtigen und Zwei irre Spaßvögel gemeinsam auf einer Blu-ray unter dem Namen Pierre Richard & Gérard Depardieu Edition angeboten. Bei der Blu-ray Fassung wurde auf die TV-Synchronisation zugunsten der Kino-Fassung verzichtet.

## Kritik
Für das Lexikon des internationalen Films war Der Hornochse und sein Zugpferd eine „seichte Komödie nach bekannten Mustern, die sich anfänglich um etwas Tiefgang bemüht, aber zusehends an Tempo und verrückter Logik verliert“. Die fürs Fernsehen entstandene Neusynchronisation des Films, Ein Tolpatsch kommt selten allein, setze dagegen „weniger auf Kalauer und verbalen Klaumauk, wodurch der Film an Reiz und Komik gewinnt.“

## Auszeichnung
Das National Board of Review nominierte den Film 1985 für die „Top Foreign Films“.

## Synchronisation
Die erste deutsche Synchronfassung entstand bei der Deutschen Synchron, Berlin. Für Dialogbuch und -regie war Michael Richter verantwortlich. Der Film wurde später für das Fernsehen neu synchronisiert und erhielt dabei auch den neuen Titel Ein Tollpatsch kommt selten allein.
| Rolle            | Darsteller           | Synchronsprecher (Kino) | Synchronsprecher (TV) |
| ---------------- | -------------------- | ----------------------- | --------------------- |
| François Perrin  | Pierre Richard       | Harry Wüstenhagen       | Harry Wüstenhagen     |
| Campana          | Gérard Depardieu     | Hans-Werner Bussinger   | Wolfgang Pampel       |
| Polizeioffizier  | Pedro Armendáriz Jr. | Helmut Gauß             |                       |
| Marie Bens       | Corynne Charby       | Ilse Pagé               | Sibylle Nicolai       |
| Meyer            | André Valardy        | Wolfgang Ziffer         | Eckart Dux            |
| Alexandre Bens   | Michel Robin         | Friedrich W. Bauschulte | Günther Jerschke      |
| Techniker        | Robert Dalban        | Hans W. Hamacher        |                       |
| Bens’ Sekretärin | Jacqueline Noëlle    | Christel Merian         |                       |